# Annunciazione di Sant'Alessandro
L'Annunciazione è un dipinto olio su tavola del pittore veneziano Jacopo Bellini realizzato tra il 1425 e il 1435 per la chiesa di Sant'Alessandro a Brescia.

## Descrizione
Inizialmente attribuita a Beato Angelico, poi a Gentile da Fabriano, il polittico dell'Annunciazione fu identificato da Giovanni Morelli come una delle opere della maturità di Jacopo Bellini.
Il polittico è di grande importanza in quanto rappresenta uno dei primi segnali di inizio del Rinascimento in Lombardia, in un momento in cui la pittura veneta iniziava lentamente ad allontanarsi dallo stile medievale di derivazione bizantina, per intercettare le novità che Donatello introdurrà a partire dal suo arrivo a Padova nel 1443, anno precedente la consegna definitiva di questa pala alla chiesa.
In questi anni la pittura di Vivarini e di Bellini, che iniziano ad avvicinarsi ai modelli dell'arte classica, diventano importanti stimoli per i pittori nordici come Michael Pacher e Jean Fouquet che tra il 1440-1445 compie un viaggio nella penisola. 
Questa opera di Bellini che appare ancora legata allo stile di Gentile da Fabriano, maggior esponente del Gotico internazionale in Italia, di cui Jacopo era stato allievo, presenta tuttavia una serie di novità, a partire dalla nuova consistenza dei drappeggi e dalla coerenza spaziale dettata dalla prospettiva centrale alla scena.
Bellini, che era celebre per l'utilizzo dell'oro, ne fa uso nelle vesti, nella parete di fondo e negli attributi sacri dell'Angelo e della colomba dello Spirito Santo. La struttura architettonica è frutto delle meditazioni che l'artista aveva raccolto a partire dal 1430 in un corpus di modelli.
L'uso dell'oro, la staticità delle figure che sembrano levitare, e la cornice cuspidata solo elementi tipici del gotico, mentre una nuova espressività dei volti, la struttura architettonica con soffitto cassettonato e il pavimento arretrante con tappeto anatolico sono segno delle incipienti tendenze rinascimentali.
Nella scena troviamo tutti gli elementi tipici dell'Annunciazione ossia il leggio, il tendaggio che allude all'hortus conclusus o alla verginità e l'Angelo che pronuncia la salutatio angelica, le cui parole sono scritte in oro su un cartiglio blu. 
Il leggio intarsiato rappresenta l'elemento della scansione spaziale che riserva a ciascun personaggio il proprio spazio, mentre le pagine del libro di Maria sono di un bianco candido. La Vergine è colpita dai raggi dello Spirito Santo dall'esterno, mentre esso appare in lei, come simboleggiato dal color rosso dell'interno delle vesti.
L'iconografia tradizionale dell'Arcangelo lo presenta portare un ramo di giglio fiorito, simbolo della purezza verginale della Vergine, mentre in questo caso, egli porta un ramo di sempreverde che allude alla pacificazione tra Dio e gli uomini per mezzo dell'Incarnazione.
La predella in cinque scomparti è opera dell'allievo Lorenzo da Venezia e mostra le scene della Natività, la Presentazione di Maria al tempio, la Visitazione, la Fondazione della basilica di Santa Maria Maggiore a Roma ed il Transito di Maria.